# Сырнец
Сырнец (болг. Сърнец) — село в Болгарии. Находится в Добричской области, входит в общину Тервел. Население составляет 241 человек.

## Политическая ситуация
В местном кметстве Сырнец, в состав которого входит Сырнец, должность кмета (старосты) исполняет Бейсим Назми Исмаил (Движение за права и свободы (ДПС)) по результатам выборов правления кметства.
Кмет (мэр) общины Тервел —  Живко Жеков Георгиев (Болгарская социалистическая партия (БСП)) по результатам выборов в правление общины.